# 작은귀쥐
작은귀쥐(Taeromys microbullatus)는 쥐과에 속하는 설치류의 일종이다. 인도네시아 술라웨시섬 남동부 지역에서 서식한다. 술라웨시섬 남동부 지역 메콩아 산맥에서 발견된다.

## 특징
꼬리 길이 194~267mm를 제외한 몸길이가 154~203mm인 중형 설치류로 발 길이는 41~46mm, 귀 길이는 28mm이다.

## 생태
육상에서 생활하는 종이다.

## 분포 및 서식지
술라웨시섬 남동부 지역에서 발견된 표본 한 점만이 알려져 있다. 해수면과 해발 1,500m 사이의 산지 숲에서 서식한다.